# Píst parního stroje

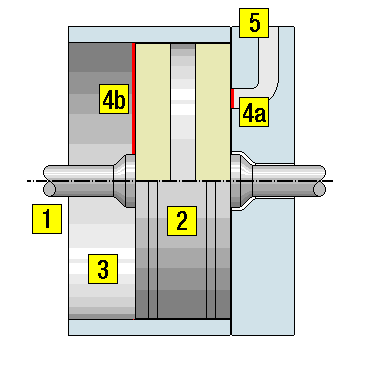
Konstrukce A

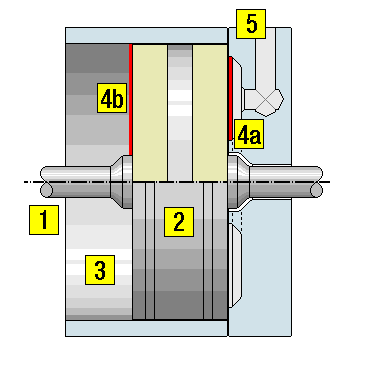
Konstrukce B

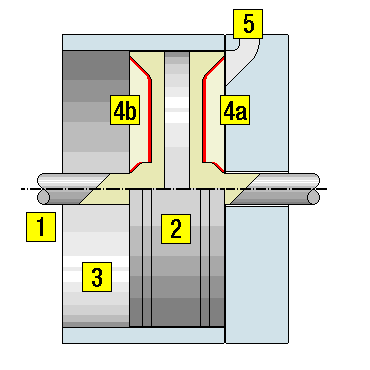
Konstrukce C

Píst a válec parního stroje se odlišují od konstrukce pro spalovací motor nebo kompresor.

## Charakteristika
- válec parního stroje nemá v hlavě (čelní plocha válce) ventily
- činnou plochou pístu a hlavy válce prochází pístní tyč
- píst má pracovní plochu na obou stranách
- třecí plocha mezi pístem a válcem není mazána rozstřikem oleje jako z klikové vany motoru nebo kompresoru

## Konstrukce
Všechny dále uvedené konstrukce mají společné následující díly: [1] – pístní tyč, [2] – píst, [3] – válec, [4] – pracovní plocha pístu, [5] – přívod/odvod páry.
U konstrukce B a C: plocha na pístu vyznačená červeně znázorňuje velikost mezikruží, které je činnou plochou pístu v úvrati (poloha kdy píst přechází z dopředného pohybu do zpětného pohybu).

### bez obvodového rozvodu páry
Konstrukce [A] se u pokročilých konstrukcí parních strojů prakticky nepoužívá, principiálně je však funkční. Píst i hlava pístu mají rovnou plochu bez vybrání. V případě, že je píst v úvrati, a plocha pístu dosedne na plochu hlavy válce, je činná plocha pístu redukována na velikost odpovídající ploše kruhu přívodního kanálu páry [4a]. Tato plocha je natolik malá, že síla vyvozená tlakem páry na tak malou plochu není dostatečná k pohybu stroje.
Teprve po překonání úvrati se tato plocha změní na plochu [4b]. Za chodu stroje je tento stav překonán setrvačností stroje. Možným řešením by bylo, aby byl válec (ve směru osy pohybu) stroje rozměrově větší, než je vzdálenost úvratí klikového mechanizmu (lokomotiva Rocket). Tímto by byl vytvořen rozvodový kanálek pro přivedení páry na celou plochu pístu. Takováto konstrukce však představuje řešení, kdy si lokomotiva s sebou vozí "zbytečný" kus železa.

### s rozvodovým kanálkem v hlavě válce
Konstrukce [B] zajišťuje rozvod páry po ploše činné plochy pístu i v případě, že tento v úvrati dosedá na hlavu válce. Poměr činných ploch pístu je na obrázku zobrazen jako [4a] a [4b]. Poměr činných ploch je výrazně příznivější než v předchozím případě.

### s rozvodovým kanálkem v hlavě pístu
Konstrukce [C] umožňuje maximální využití činné plochy pístu po celé dráze pohybu, tedy i v úvraťových polohách. Poměr činných ploch pístu je téměř shodný nebo úplně shodný v libovolné poloze pístu ve válci. U této konstrukce odpadá i potřebné vybrání pro upevnění pístu na pístní tyči.

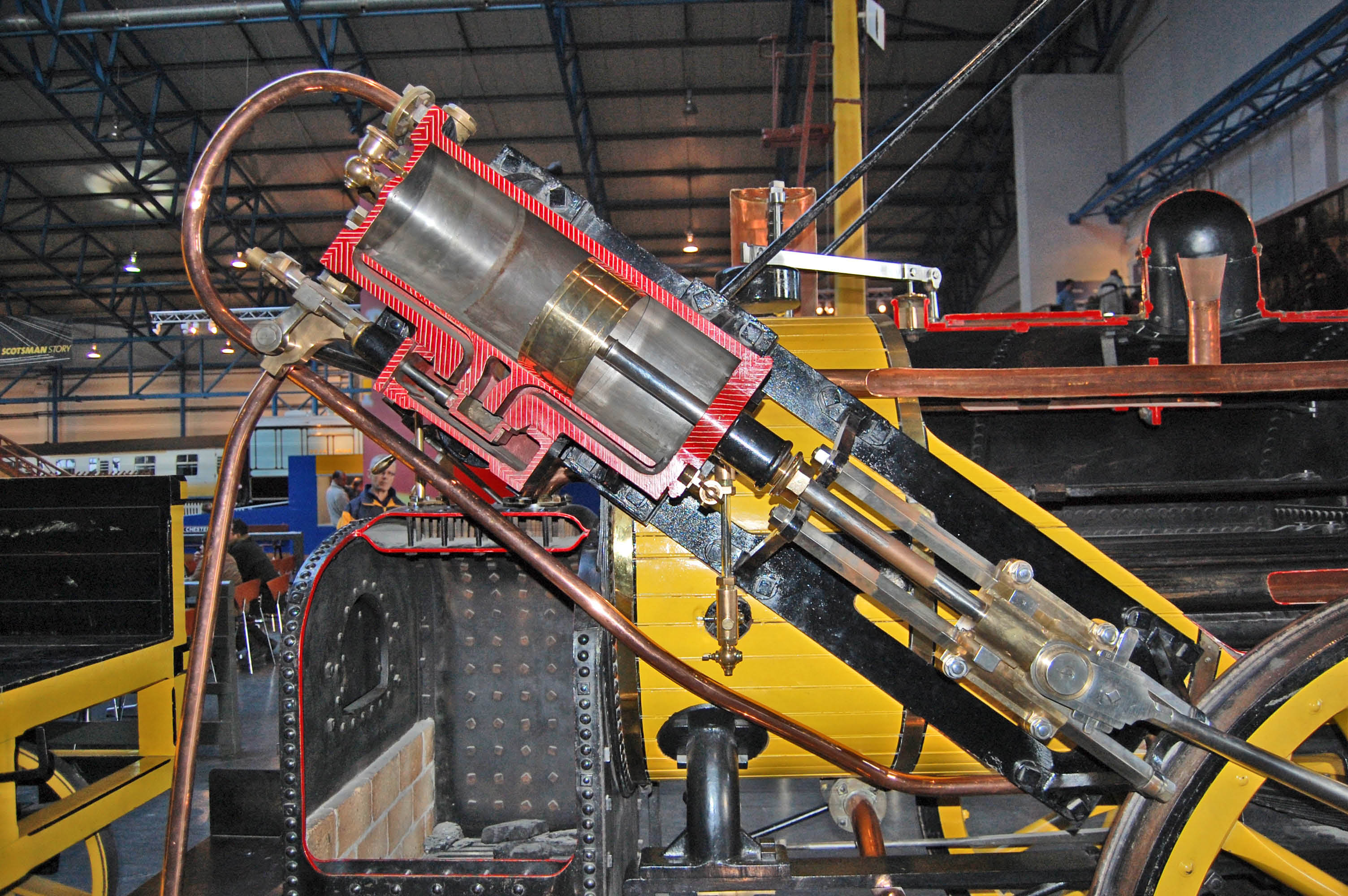
Píst podle konstrukce [A]
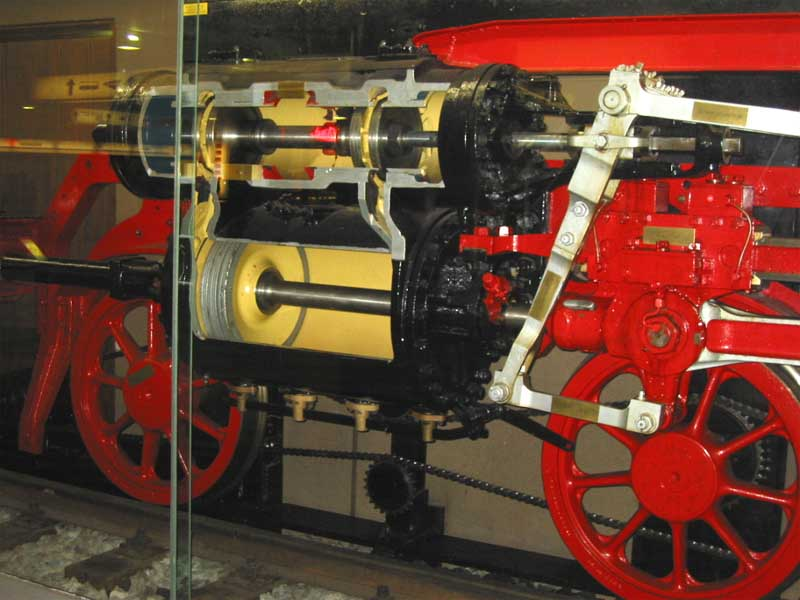
Píst podle konstrukce [C]